# Glaurocara townsendi
Glaurocara townsendi är en tvåvingeart som beskrevs av Fritz Isidore van Emden 1960. Glaurocara townsendi ingår i släktet Glaurocara och familjen parasitflugor. Inga underarter finns listade i Catalogue of Life.